# Volkenrodaer Teiche
Volkenrodaer Teiche este o arie protejată (arie specială de conservare — SAC, sit de importanță comunitară — SCI) din Germania întinsă pe o suprafață de 197 ha, integral pe uscat.

## Localizare
Centrul sitului Volkenrodaer Teiche este situat la coordonatele 51°15′25″N 10°33′01″E / 51.2569°N 10.5503°E.

## Înființare
Situl Volkenrodaer Teiche a fost declarat sit de importanță comunitară în septembrie 2000 pentru a proteja 10 specii de animale. Situl a fost protejat și ca arie specială de conservare în iulie 2008.

## Biodiversitate
Situată în ecoregiunea continentală, aria protejată conține 7 habitate naturale: Lacuri eutrofice naturale cu vegetație de tip Magnopotamion sau Hydrocharition, Pajiști uscate seminaturale și facies de acoperire cu tufișuri pe substraturi calcaroase (Festuco-Brometalia) (* situri importante pentru orhidee), Pajiști cu Molinia pe soluri calcaroase, turboase sau argilos-nămoloase (Molinion caeruleae), Fânețe de joasă altitudine (Alopecurus pratensis, Sanguisorba officinalis), Păduri de fag Asperulo-Fagetum, Păduri de stejar și carpen Galio-Carpinetum, Păduri aluvionare cu Alnus glutinosa și Fraxinus excelsior (Alno-Padion, Alnion incanae, Salicion albae).
La baza desemnării sitului se află mai multe specii protejate:
- păsări (8): erete de stuf (Circus aeruginosus), Gallinula chloropus chloropus, capîntortură (Jynx torquilla), sfrâncioc roșiatic (Lanius collurio), presură sură (Miliaria calandra), mărăcinar (Saxicola rubetra), silvie porumbacă (Sylvia nisoria), Tachybaptus ruficollis ruficollis
- amfibieni (1): triton cu creastă (Triturus cristatus)
- mamifere (1): liliac comun (Myotis myotis)

Pe lângă speciile protejate, pe teritoriul sitului au mai fost identificate 9 specii de plante, 6 specii de amfibieni, 14 specii de nevertebrate, 2 specii de reptile.